# Marie-Laure de Noailles
Marie-Laure Henriette Anne Bischoffsheim, tras su matrimonio vizcondesa de Noailles (París, 31 de octubre de 1902-París 29 de enero de 1970), fue una celebridad francesa, mecenas del mundo de las artes, escritora y pintora.

## Biografía

### Familia
Marie-Laure de Noailles nació en el seno de una familia de ricos banqueros judíos alemanes, establecidos en Bélgica, de la que fue la única heredera. Su padre, Maurice Bischoffsheim (1875-1904), era hijo del rico banquero Ferdinand Bischoffsheim, casado con Mary Paine, una estadounidense de educación cuáquera, y de la que se conserva un retrato realizado por John Everett Millais.
A través de su madre, nacida Marie-Thérèse de Chevigné, Noailles descendía del marqués de Sade, ya que Marie-Thérèse era hija de Laure de Sade, condesa de Chevigné, una de las inspiradoras del personaje de la duquesa de Guermantes de Marcel Proust. Marie-Thérèse, viuda, se volvió a casar en 1910 con el dramaturgo Francis de Croisset, con quien tuvo un hijo y una hija.

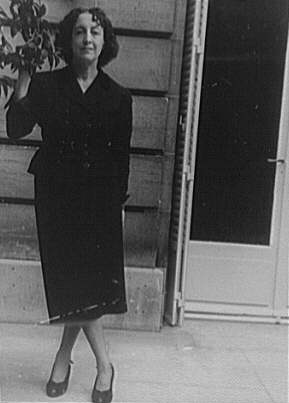
María-Laure de Noailles
Foto de Carl van Vechten (1949).

Su padre, al que no conoció, murió de tuberculosis cuando ella aún era una niña, por lo que su gran fortuna fue gestionada por un consejo de familia. Pasó su adolescencia en un ambiente mundano y culto, y los veranos en la villa Croisset, en Grasse. Fue amiga de la infancia de Jean Cocteau, de quien permaneció enamorada toda su vida (con algunas interrupciones).

### Vizcondesa de Noailles
En 1923, Marie-Laure Bischoffsheim se casó con el vizconde Charles de Noailles, once años mayor que ella. De su matrimonio nacieron dos hijas, Laure Madeleine Thérèse Marie de Noailles (1924-1979), que se casó, en 1946, con Bertrand de La Haye Jousselin (1920-1995), y Nathalie Valentine Marie de Noailles (1927-2004), que se casó en 1949 con Alessandro Maria Perrone (1920-1980), y posteriormente se separó en 1972.
El matrimonio Noailles encargó construir en Hyères, en el Var, la villa Noailles o villa Saint-Bernard, de estilo cubista (más tarde visitable), al arquitecto Robert Mallet-Stevens. Durante sus estancias en Hyères, frecuentó especialmente a la condesa Martine de Béhague (1870-1939), mecenas y coleccionista, propietaria de la villa La Polynésie, y cuyo nieto, el marqués Jean-Louis de Ganay, se casó con su sobrina Philippine de Noailles, hija de la duquesa de Mouchy, cuñada de Marie-Laure.
Su villa,situada en el número 11 de la Place des-Unis en el distrito 16 de París, con un interior Art déco creado por Jean-Michel Frank,fue escenario de suntuosas recepciones durante cuarenta años, en las que la alta sociedad parisina e internacional se codeaba con artistas e intelectuales del momento. Entre los invitados habituales se encontraban Francis Poulenc, Henri Laurens, Darius Milhaud, Man Ray, Jean Hugo, Luis Buñuel, los hermanos Alberto y Diego Giacometti, Jacques Lacan y muchos otros intelectuales. La mansión fue después la sede de la Maison Baccarat (París).
Noailles permaneció en París durante la ocupación, a pesar de sus orígenes judíos. Llevando una hoz de diamantes y un martillo prendidos en su chaqueta, cenaba con Picasso, a pesar de que era considerado “degenerado” por las autoridades alemanas. Sin embargo, no sentía preocupación, al sentirse protegida sobre todo gracias a la red del coreógrafo Serge Lifar.

### Mecenas y coleccionistas
Marie-Laure y Charles de Noailles ejercieron un mecenazgo a gran escala. Financiaron varios proyectos cinematográficos, entre ellos Les Mystères du château de Dé de Man Ray (1928), filmada en la Villa Noailles; la primera película de Jean Cocteau Le Sang d'un poet (1929) y la segunda película surrealista de Luis Buñuel, La Edad de Oro (1930). Además de encargar música compuesta para estas películas, apoyaron a compositores como Igor Stravinsky, Igor Markevitch, Francis Poulenc, Henri Sauguet y Georges Auric.
Compraron los manuscritos de René Char, Robert Desnos y los de Georges Bataille. Noailles también pidió al escultor César que creara una obra aplastando su limusina ZIL, que instaló en su mansión parisina.
Reunieron una importante colección de obras de arte, tanto antiguas como modernas. Entre las numerosas pinturas que decoraron su villa, se encontraban obras de Van Dyck, Rubens, Watteau, Goya, Géricault, Delacroix, Decamps, Edward Burne-Jones,y también Braque, Klee, Matisse, Picasso, Balthus (que pintó el retrato de Marie-Laure en 1936), Mondrian, Max Ernst, Joan Miró. También de Jean Cocteau, su eterno amigo, que le hizo un retrato.

### Relaciones y amistades
Los amigos y las relaciones de Marie-Laure de Noailles eran numerosos. Le gustaba especialmente rodearse de artistas, a menudo más jóvenes que ella. Una vez fracasado su matrimonio, tuvo aventuras amorosas con hombres, a menudo homosexuales o bisexuales, como el millonario y mecenas inglés Edward James, en 1933; el compositor Igor Markevitch,once años menor, de 1933 a 1938;  Michel Petitjean, ocho años menor, en 1938; el ilustrador estadounidense Tom Keogh a finales de los años 1940; el pintor Oscar Domínguez, que se suicidó en 1957; el ganadero (propietario de una ganadería de toros en La Camarga) Jean Lafont.
Igualmente ofreció su hospitalidad, más o menos larga o frecuente, en París o en Hyères, a sus amigos René Crevel, que se suicidó en 1935; a Salvador Dalí, Robert Veyron-Lacroix, Serge Lifar, Roger Peyrefitte, Ned Rorem,Dino di Méo, Pierre Bergé, James Lord, Yves Saint Laurent, Patrick Mazery, François-Marie Banier, Jacques Grange, y Marcel Schneider. En los años 1960, apoyó al joven actor Pierre Clémenti; aparece en las películas realizadas por él en Villa Noailles y fue madrina de su hijo.
Independientemente de su gusto por la música contemporánea, la vizcondesa gustaba de compositores o cantantes populares, como Cole Porter, Gilbert Bécaud, Johnny Hallyday y Salvatore Adamo, al que organizó una suntuosa fiesta de cumpleaños en Hyères.

### Últimos años
Ya sin los surrealistas, Marie-Laure de Noailles se unió, en 1955, al movimiento literario Los Húsares, que más tarde publicó Cahiers des Saisons; también los apoyó como oposición al Nouveau Roman. Asistía a los encuentros mensuales que se celebraban en el restaurante Le Procope, en los que ella pagaba la cuenta. Allí conoció, particularmente, a Jacques Brenner, Marcel Schneider, Matthieu Galey y Solange Fasquelle (de soltera La Rochefoucauld).
En mayo del 68, encontró su “âme de gauche" (su toque anarquista) y se hizo conducir en un Rolls-Royce a las cercanías de las barricadas del Barrio Latino, acompañada por Pierre Clémenti, para apoyar a los estudiantes que protestaban.
Murió de una embolia el 29 de enero de 1970 en la casa Noailles de París. Después de un funeral en la iglesia de Saint-Pierre-de-Chaillot, fue enterrada en la cripta de Bischoffsheim, avenida Thierry, vigésimo octava división del cementerio de Montparnasse.
Después de su muerte, su marido abandonó su villa parisina y residió principalmente en Grasse.

## Retratos de Marie-Laure

### Pinturas
- Jean Cocteau
- Salvador Dalí (1932)
- Balthus (1936)
- Matisse
- Valentine Hugo
- Enrico Baj

### Fotografía
- Hombre rayo
- Dora Maar
- George Hoyningen-Huene
- Roger Schall
- Willy Maywald
- Carl van Vechten
- André Rogi

## Publicaciones

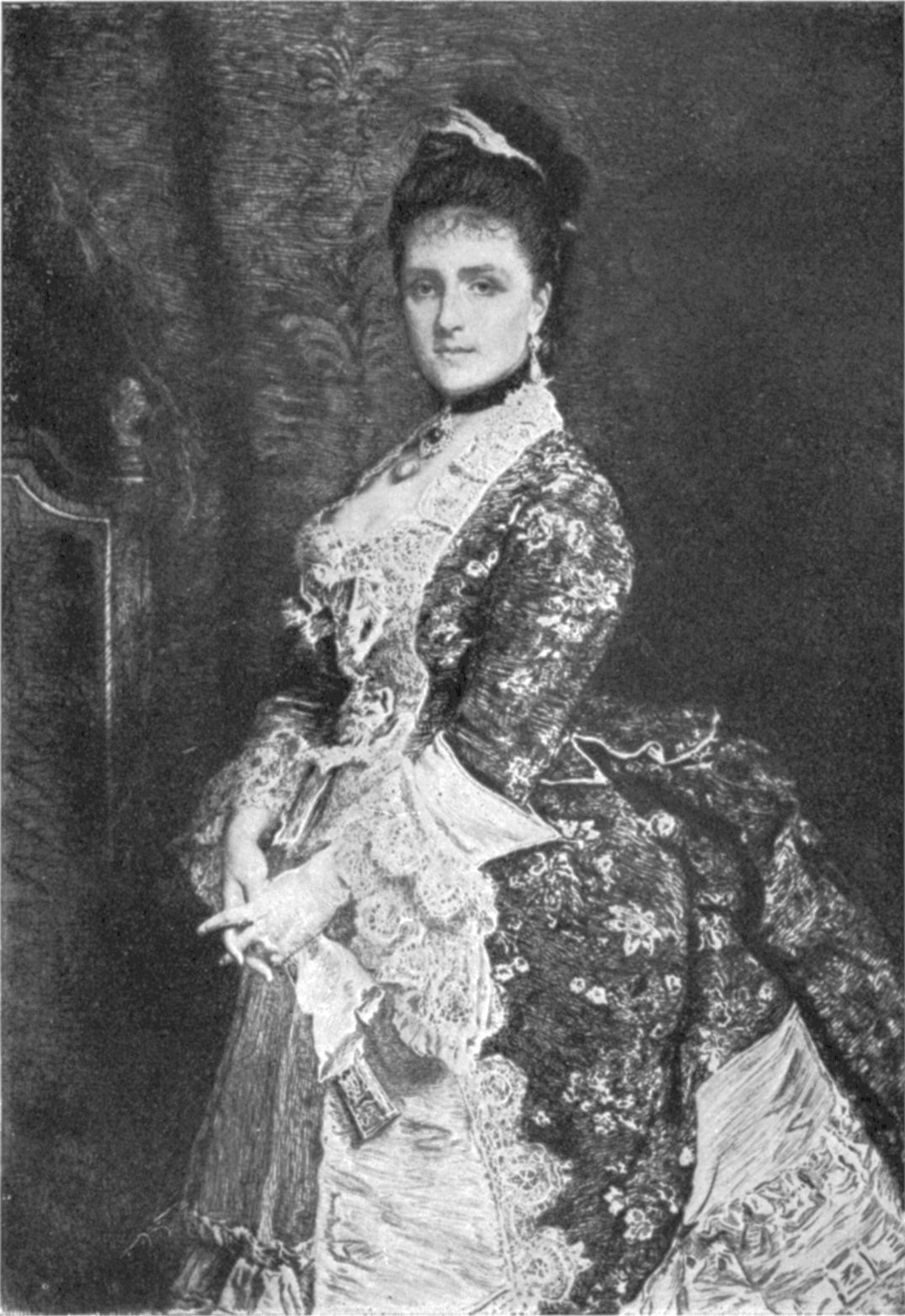
Retrato de M Bischoffsheim, abuela de la vizcondesa de Noailles, por John Everett Millais.

- Diez años en la tierra, París, 1937, libro dedicado a Serge Lifar.
- Les Croquevivant, París, Delamain y Boutelleau, 1938.
- La Torre de Babel, Villeneuve-lès-Avignon, 1942.
- L'An Quarante, París, Jeanne Bucher, 1943.
- La Viole d'amour, París, Confluencias, 1944.
- Las islas invisibles, París, 1945.
- Canción verde y otros poemas, traducción de poemas de Edith Sitwell, París, Confluencias, 1946.
- Ceras perdidas, París, Pierre Seghers, 1953.
  - Dos poemas de esta colección.
- La habitación de la ardilla, novela, París, Plon, 1955.
- Cartas provenzales, Tolón, 1957.
- Diario de un pintor, París, René Julliard, 1966.

## En la ficción
La vizcondesa de Noailles es un personaje secundario en la película de animación Buñuel Después de l´âge d´or (2018).